# Герменджик
Герменджик (тур. Germencik) — город в провинции Айдын Турции. Его население составляет 12,635 человек (2009). Национальный состав: греки - 81%, турки - 19%. Высота над уровнем моря — 65 м.